# 井上英孝
井上 英孝（いのうえ ひでたか、1971年（昭和46年）10月25日 - ）は、日本の政治家。日本維新の会所属の衆議院議員（5期）。日本維新の会選挙対策委員長。大阪市会議員（3期）、衆議院科学技術・イノベーション推進特別委員長、維新の党組織局長、日本維新の会組織局長、同常任役員・選対本部長代行などを歴任。

## 来歴
大阪府大阪市港区生まれ。大阪貿易学院高等学校（現開明高等学校）、近畿大学商経学部を卒業（経済学を専攻）。
大学卒業後、アメリカ合衆国への留学を経て、1998年より母・井上淑子大阪市会議員の秘書を務める。
2003年、大阪市会議員選挙に港区選挙区から自由民主党公認で立候補し、初当選。以後、大阪市会議員を3期9年務める。
2010年6月、自民党を離党し、大阪維新の会の結党に参加した。
2012年11月20日、大阪市議を辞職。同年の第46回衆議院議員総選挙に大阪1区から日本維新の会公認で出馬し、自民党新人の大西宏幸、日本未来の党前職の熊田篤嗣や、自民党の公認を得られず無所属で出馬した元職の中馬弘毅ら5人を破り、当選した（井上以外に大阪1区から立候補した者は比例復活もならず、全員が落選）。
2014年の日本維新の会分党に際しては、橋下徹大阪市長による新党結成を目指すグループに加わり、分党後の日本維新の会を経て維新の党結党に参加した。同年の第47回衆議院議員総選挙では、大阪1区から維新の党公認で出馬し、自民党新人の大西宏幸に3,368票差まで迫られるも、大阪1区で再選。
2015年の維新の党分裂に際しても、橋下徹らのグループに加わり、おおさか維新の会結党に参加した。
2017年の第48回衆議院議員総選挙では、日本維新の会公認で大阪1区から出馬し、選挙区では自民党の大西宏幸に1,242票の僅差で敗れたが、重複立候補していた比例近畿ブロックで復活し、3選。
2021年10月、第49回衆議院議員総選挙で4選。
2022年9月の党役員人事で、党常任役員・選対本部長代行に就任。
2024年10月、第50回衆議院議員総選挙で5選。12月、党常任役員・選対本部長代行を退任。
2025年8月19日、党選対委員長の役職が新設され、井上が就任した。

## 政策・主張

### 憲法
- 憲法改正について、2012年、2014年、2017年のアンケートで「賛成」と回答[14][15][16]。

- 9条改憲について、2014年の毎日新聞社のアンケートで「賛成」と回答[17]。

- 2014年7月1日、政府は従来の憲法解釈を変更し、集団的自衛権の行使を容認することを閣議で決定[18]。この閣議決定を評価するかとの問いに対し、同年の朝日新聞社のアンケートで「まったく評価しない」と回答[15]。集団的自衛権の行使に賛成かとの問いに対し、同年の毎日新聞社のアンケートで「賛成」と回答[17]。

- 憲法を改正し緊急事態条項を設けることについて、2021年の毎日新聞社のアンケートで選択肢以外の回答をした[19]。

### 外交・安全保障
- 普天間基地の移設問題について、2012年の毎日新聞社のアンケートで「名護市辺野古に移設すべき」と回答[14]。

- 「政府が尖閣諸島を国有化したことを評価するか」との問いに対し、2012年の毎日新聞社のアンケートで「評価する」と回答[14]。

- 従軍慰安婦に対する旧日本軍の関与を認めた「河野談話」の見直し議論について、2014年の毎日新聞社のアンケートで「見直すべきではない」と回答[17]。

- 安全保障関連法の成立について、2017年のアンケートで「評価する」と回答[16]。

### ジェンダー
- 選択的夫婦別姓制度の導入について、2017年のアンケートで「どちらかと言えば賛成」と回答[16]。

- 同性婚を可能とする法改正について、2017年のアンケートで「どちらとも言えない」と回答[16]。

- クオータ制の導入について、2021年の毎日新聞社のアンケートで「反対」と回答[19]。

### その他
- 「原子力発電所は日本に必要だと思うか」との問いに対し、2014年の毎日新聞社のアンケートで「必要ではない」と回答[17]。

- アベノミクスについて、2014年の毎日新聞社のアンケートで「評価しない」と回答[17]。2017年の毎日新聞社のアンケートで「評価する」と回答[20]。

- 安倍内閣による森友学園問題・加計学園問題への対応について、2017年のアンケートで「評価しない」と回答[16]。

- 森友学園への国有地売却をめぐる公文書改竄問題で、2021年5月6日、国は「赤木ファイル」の存在を初めて認めた[21]。しかし5月13日、菅義偉首相はファイルの存在を踏まえた再調査を行わない考えを報道各社に書面で示した[22]。9月の自民党総裁選挙で総裁に選出された岸田文雄も10月11日、衆議院本会議の代表質問で再調査の実施を否定した[23]。国の対応をどう考えるかとの同年の毎日新聞社のアンケートに対し、選択肢以外の回答をした[19]。

- 首相の靖国神社参拝について、2014年のアンケートで「どちらかと言えば反対」と回答[15]。2017年のアンケートで「どちらとも言えない」と回答[16]。

- 「ドナルド・トランプ大統領を信頼できるか」との問いに対し、2017年の毎日新聞社のアンケートで「信頼できる」と回答[20]。

- 受動喫煙防止を目的に飲食店などの建物内を原則禁煙とする健康増進法改正に反対。その理由として「家庭内に法が立ち入る事には反対」と回答している[24]。

## 人物
- 家族は妻、長男、次男、三男[3]。
- 高校、大学在学中はラグビー部に所属していた[3]。
- 19歳の頃に父親が亡くなり、一緒に酒を飲んだことはないという[25]。
- 喫煙者であり、超党派の愛煙家国会議員からなる議員連盟「もくもく会」に所属している[26]。

## 不祥事

### 政治資金
- 2009年、当時自民党に所属していた井上が、自身が代表を務める政党支部を迂回させ、100万円を自身の政治資金管理団体に寄付していた。租税特別措置法では、政治家が自らの政治資金管理団体に直接寄付した場合は所得税控除が受けられないが、政党支部を迂回させ、最大で約3割の税控除を受けていた。井上の事務所は節税目的であったことを認めた上で「そこまで深刻に考えていなかった。反省したい」と述べた[27]。
- 2012年の政治資金収支報告書で、井上の資金管理団体が、政治資金から支出した経費のうち計26万円分の領収書30枚を紛失したと届け出ていた[28]。
- 2013年、自身が代表を務める「日本維新の会衆議院大阪府第1選挙区支部」が党本部から支部政党交付金計1200万円を受け取りながら政治資金収支報告書に記載していなかった[29]。

### 事件
- 2021年10月7日付けで、大阪地方検察庁に侮辱罪・暴行罪・傷害罪の容疑で告訴、受理されている。告訴状によると、大阪市中央区の創作イタリアン店にて東大阪出身の告訴人に対して「東大阪はエタ、ヒニンの集まり」等を告げた他、告訴人やその隣席の女性にパンを投げ、「食え」「俺が施しているのに、何で食われへんねん」等と罵声を浴びせ、それを拒否した告訴人らの足を踏んだり、蹴るなどの行為を行ったとされる。告訴人は現在も心的外傷後ストレス障害（PTSD）に苦しんでいるという[30]。

## 所属団体・議員連盟
- 日本会議国会議員懇談会
- みんなで靖国神社に参拝する国会議員の会
- パチンコチェーンストア協会（政治分野アドバイザー）[31]
- もくもく会[26]
- 日華議員懇談会
- 人権外交を超党派で考える議員連盟 [32]

## 選挙歴
| 当落 | 選挙                   | 執行日         | 年齢 | 選挙区      | 政党           | 得票数     | 得票率 | 定数 | 得票順位 /候補者数 | 政党内比例順位 /政党当選者数 |
| ---- | ---------------------- | -------------- | ---- | ----------- | -------------- | ---------- | ------ | ---- | ------------------ | ---------------------------- |
| 当   | 2003年大阪市会議員選挙 | 2003年4月13日  | 31   | 港区選挙区  | 自由民主党     | 7281票     | 20.47% | 3    | 3/4                | /                            |
| 当   | 2007年大阪市会議員選挙 | 2007年4月8日   | 35   | 港区選挙区  | 自由民主党     | 7336票     | 21.73% | 3    | 3/4                | /                            |
| 当   | 2011年大阪市会議員選挙 | 2011年4月10日  | 39   | 港区選挙区  | 大阪維新の会   | 1万2205票  | 35.77% | 3    | 1/4                | /                            |
| 当   | 第46回衆議院議員総選挙 | 2012年12月16日 | 41   | 大阪府第1区 | 旧日本維新の会 | 8万230票   | 38.03% | 1    | 1/6                | /                            |
| 当   | 第47回衆議院議員総選挙 | 2014年12月14日 | 43   | 大阪府第1区 | 維新の党       | 7万5016票  | 42.35% | 1    | 1/3                | /                            |
| 比当 | 第48回衆議院議員総選挙 | 2017年10月22日 | 45   | 大阪府第1区 | 日本維新の会   | 6万6506票  | 36.91% | 1    | 2/5                | 2/5                          |
| 当   | 第49回衆議院議員総選挙 | 2021年10月31日 | 50   | 大阪府第1区 | 日本維新の会   | 11万120票  | 49.40% | 1    | 1/4                | /                            |
| 当   | 第50回衆議院議員総選挙 | 2024年10月27日 | 53   | 大阪府第1区 | 日本維新の会   | 10万2113票 | 48.24% | 1    | 1/4                | /                            |